# DIGI
DiGi Telecommunicationsは、マレーシアの携帯電話事業会社である。1995年から携帯電話事業をマレーシアで最初に始めた。
マレーシア国内のコンペチターとして、マクシス・コミュニケーションズ、CELCOM、U MOBILEの3社がある。
ノルウェーのtelenorの傘下でもある。